# Rallye Dakar 1988

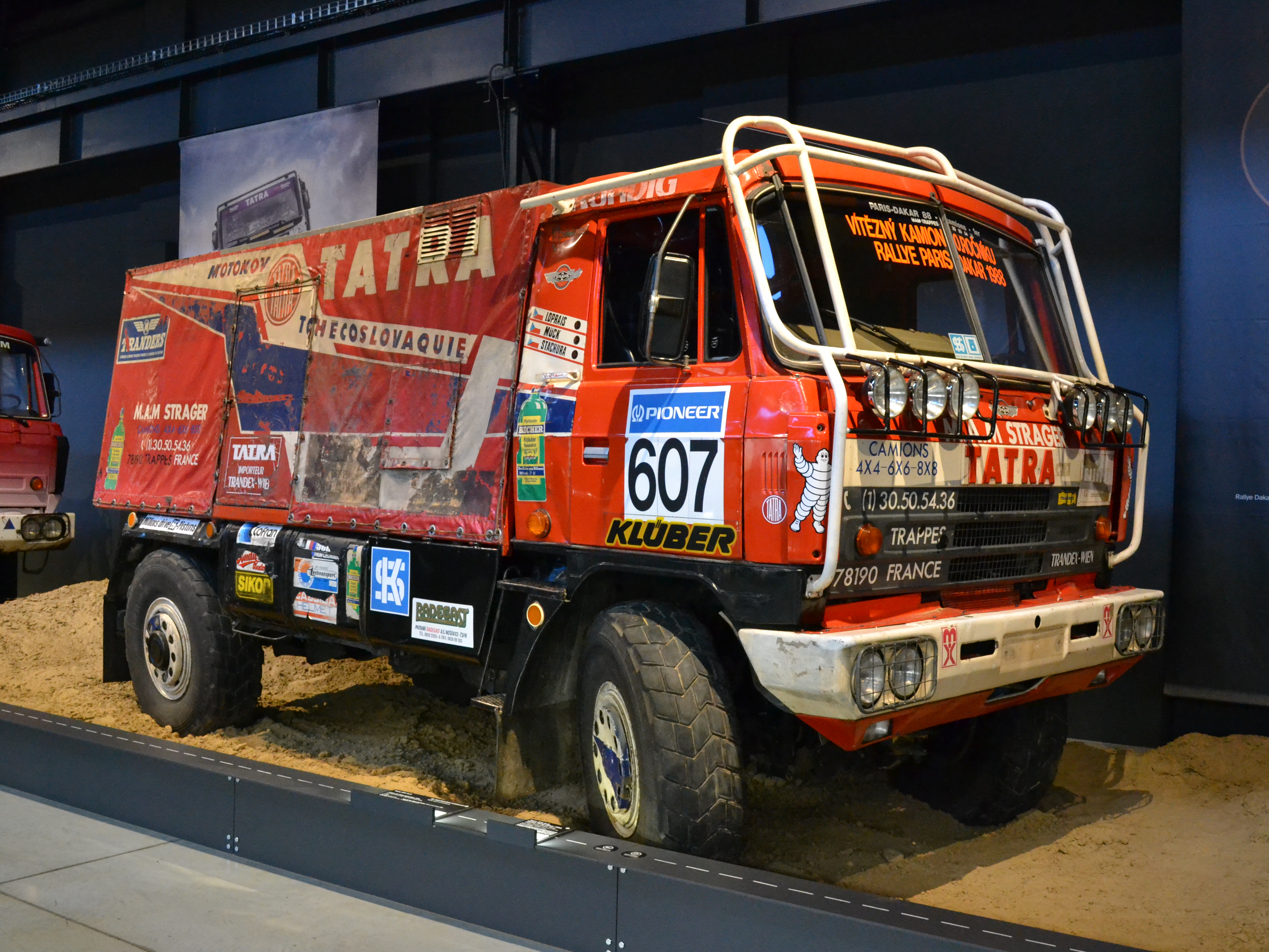
Siegerfahrzeug in der inoffiziellen LKW-Klasse Tatra 815 von Karel Loprais

Die Rallye Dakar 1988 (10e Rallye Paris-Alger-Dakar) war die 10. Ausgabe der Rallye Dakar. Sie begann am 1. Januar 1988 in Versailles und endete am 22. Januar 1988 in Dakar.
Die Strecke führte über 12.874 km (davon 6.605 Wertungskilometer) durch Frankreich, Algerien, Niger, Mali, Mauretanien und Senegal.
An der Rallye nahmen insgesamt 603 Teilnehmer – 311 PKW, 183 Motorräder und 109 LKW teil.
Bei der Rallye kam es 1988 zu 6 Todesfällen: drei Teilnehmer, eine Mutter mit Kind, die in Mauretanien von einem Kamerafahrzeug erfasst wurden, das in eine Gruppe Zuschauer fuhr, sowie ein 10 Jahre altes Mädchen, das in Mali eine Straße überquerte.

## Endwertung

### Motorräder
|    | Fahrer       | Fahrzeug  |
| -- | ------------ | --------- |
| 1. | Edi Orioli   | Honda NXR |
| 2. | Franco Picco | Yamaha    |
| 3. | Gilles Lalay | Honda NXR |

### PKW
|    | Fahrer            | Fahrzeug                    |
| -- | ----------------- | --------------------------- |
| 1. | Juha Kankkunen    | Peugeot 205                 |
| 2. | Kenjirō Shinozuka | Mitsubishi Pajero Evolution |
| 3. | Patrick Tambay    | Range Rover                 |

### LKW
Im Jahr 1988 gab es offiziell keine Einzelwertung für LKW, diese wurden zusammen mit den PKW gewertet.
|    | Fahrer        | Fahrzeug  |
| -- | ------------- | --------- |
| 1. | Karel Loprais | Tatra 815 |
| 2. | Moskal        | Liaz      |
| 3. | Bernau        | MAN       |